# Остин, Аманда
Аманда Остин (англ. Amanda Austin, полное имя Amanda Petronella Austin, в замужестве Amanda Austin-Allen; 1859—1917) — американская художница и скульптор.

## Биография
Родилась 28 марта 1859 года в городе Карролтон, штат Миссури.
С 1877 по 1879 год училась в Университете Миссури, став любимым учеником Джорджа Бингема, которому она подарила две свои картины. В 1879 году Аманда она переехала в Сакраменто, Калифорния, в дом своего двоюродного деда — Джефферсона Уилкоксона (Jefferson Wilcoxson), который был болен и за заботу о нём предоставил внучке деньги для продолжения обучения, что она сделала в студии художника Нортона Буша.
Впервые публика познакомилась с работами Аманды Остин на Калифорнийской ярмарке в 1880 году, где её рисунки получили хороший отзыв критика из газеты Sacramento Bee. Участие в этой же ярмарке в следующем году принесло художнице известность за её работу Morning Glories. В мае 1882 года она поступила в Сан-Францискскую школу дизайна (ныне Институт искусств Сан-Франциско). Она регулярно выставлялась в Сакраменто, а также в Художественной ассоциации Сан-Франциско, где была удостоена золотой медали. В 1885 году в течение нескольких месяцев она преподавала в Школе дизайна в Сакраменто. 16 января 1886 года она открыла свою собственную студию в Сакраменто в здании Oddfellows building; её уроки рисования привлекли много студентов.
В 1908 году Аманда Остин отправилась в Париж, где до 1912 года оставалась в студии и училась у Жана Эскулы и Эмиля Ренара. Здесь она начала изучать и работать над скульптурой. В 1909 году её мраморный бюст Miss Quinn был принят для показа в Национальном обществе изящных искусств. В 1912 году Остин она вернулась в Сакраменто — Miss Quinn вместе с другими её работами экспонировалась на Панамо-Тихоокеанской международной выставке. С другими своими скульптурными работами она экспонировалась в Академии изящных искусств Буффало (ныне Художественная галерея Олбрайт-Нокс) и Чикагском институте искусств. В 1916 году с делегацией города Сакраменто Аманда Остин снова отправилась в Париж, чтобы участвовать в создании Coleman memorial. Но её доктор рекомендовал художнице вернуться, так как у неё был обнаружен рак. Аманда вернулась в Нью-Йорк и уже на смертном одре заключила брак с доктором E. Lee Allen. Умерла в Нью-Йорке в марте 1917 года.
Аманда Остин завещала все свои работы мужу, её семья оспорила завещание и её работы были разделены, тем самым наследие художницы оказалось большей частью в безвестности.
Её работа Morning Glories, находящаяся ныне в Художественном музее Крокера, была включена в инаугурационную выставку American Women Artists 1830—1930 Национального музея женского искусства в 1987 году.